# NGC 2738
NGC 2738 é uma galáxia espiral (Sc) localizada na direcção da constelação de Cancer. Possui uma declinação de +21° 58' 06" e uma ascensão recta de 9 horas, 04 minutos e 00,5 segundos.
A galáxia NGC 2738 foi descoberta em 23 de Fevereiro de 1863 por Heinrich Louis d'Arrest.